# Lalage atrovirens
El oruguero cejinegro (Lalage atrovirens) es una especie de ave paseriforme de la familia Campephagidae. Es endémica de Nueva Guinea e islas circundantes.

## Subespecies
Se reconocen las siguientes subespecies:
- Lalage atrovirens atrovirens
- Lalage atrovirens leucoptera